# Lourdes Flores
Lourdes Celmira Rosario Flores Nano (sinh ngày 7 tháng 10 năm 1959) là một luật sư và chính khách người Peru, là thành viên hội đồng Lima, thành viên của Hạ viện từ năm 1990 đến 1992, Constituent Assemblywoman từ năm 1992 đến 1995, Nữ nghị sĩ của Lima từ năm 1995 đến năm 2000, và ứng cử viên của Đảng người Công giáo cho vị trí Tổng thống Peru trong cuộc bầu cử năm 2001 và 2006.
Sinh ra tại Jesús María, Lima, Flores tốt nghiệp trường Pontifical Catholic University of Peru vào năm 1983 với một bằng cử nhân luật. Sau khi làm việc tại vị trí tư vấn pháp lý trong Bộ Tư pháp, Flores bắt đầu hoạt động chuyên nghiệp một cách độc lập. Bà là một giáo sư luật và dạy tại Trường Luật thuộc Đại học Pontifical Catholic University of Peru và Trường Luật thuộc Đại học Lima từ năm 1984 đến 1989.
Bắt đầu sự nghiệp chính trị từ khi còn trẻ với vai trò là thành viên của Đảng Người Công giáo (Partido Popular Cristiano), Flores nắm giữ những vị trí nội bộ gồm thư kỳ quốc gia về Bầu cử (1984-88), thư ký quốc gia về Chuyên gia (1987-89), thư ký quốc gia về Chính trị (1989-92) và General Collegiate secretary (1992-99), trước khi được bầu làm chủ tịch Đảng Người Công giáo vào năm 2003 và tái đắc cử năm 2007. Bà là người phụ nữ đầu tiên giữ cương vị chủ tịch của một đảng chính trị tại Peru.
Flores hiện tại nắm giữ chức vụ phó chủ tịch của Centrist Democrat International, một Christian democratic political international, và là một thành viên của think tank có trụ sở tại Washington D.C. mang tên Inter-American Dialogue.